# Episteira vacuefacta
Episteira vacuefacta là một loài bướm đêm trong họ Geometridae.